# Station Losna
Station Losna is een station in Nyflot in de gemeente Ringebu in fylke Innlandet in Noorwegen. Het stationsgebouw aan de lijn Oslo - Trondheim dateert uit 1896 en is een ontwerp van Paul Due. Losna werd in 2001 gesloten voor personenvervoer.